# Chiesa di San Gian
La chiesa di San Gian è un edificio religioso che si trova a Castasegna, nel Cantone dei Grigioni.

## Storia
Eretta in epoca medievale, venne successivamente rimaneggiata. Nel 1421 venne costruito il coro, nel XVI secolo venne alzata la navata e se ne costruì la copertura.

## Descrizione
La chiesa ha una pianta ad unica navata ricoperta da una volta a crociera (sul coro invece la copertura è a botte lunettata.